# Sympycnus picticornis
Sympycnus picticornis är en tvåvingeart som beskrevs av Van Duzee 1930. Sympycnus picticornis ingår i släktet Sympycnus och familjen styltflugor. Inga underarter finns listade i Catalogue of Life.